# Robert Hawkes
Robert Hawkes (ur. 18 października 1880 w Breachwood, zm. 12 września 1945 w Luton) – brytyjski piłkarz występujący na pozycji pomocnika.

## Kariera
Hawkers został zawodnikiem lokalnego zespołu Luton Town F.C. Jednocześnie pracował w handlu sprzedając kapelusze. Był także członkiem zespołu, który zdobył złoty medal na igrzyskach olimpijskich 1908 w Londynie. Przez całą karierę był związany z klubem Luton Town. W latach 1901–1920 wystąpił w 348 meczach i strzelił 40 bramek. Karierę zakończył w 1920 roku.